# Carex lenticularis
Carex lenticularis Michx. es una especie de planta herbácea de la familia de las ciperáceas.

## Hábitat y distribución
Es nativa de gran parte del norte de América del Norte, incluyendo la mayoría de todos los estados de Canadá y el oeste de los Estados Unidos, donde crece en hábitat húmedo. 

## Descripción
Esta juncia produce racimos delgados de color amarillo verdoso con tallos angulados.  La inflorescencia es una erecta espiga con una larga bráctea superior a la longitud de los picos. El fruto está cubierto en un perigynium de color verde, púrpura a veces, salpicada  debajo de escalas de flores marrón o negro.

## Taxonomía
Carex lenticularis fue descrita por  André Michaux y publicado en Flora Boreali-Americana 2: 172. 1803.
Etimología
Ver: Carex
lenticularis; epíteto latino  que significa con forma de lente  de lenteja. 
Sinonimia
- Carex enanderi
- Carex hindsii
- Carex kelloggii
- Carex plectocarpa[2][3]